# 布奇·施密特
查理·約翰·「布奇」·施密特（英語：Charles John "Butch" Schmidt，1886年7月19日–1952年9月4日）曾是名美國職棒大聯盟內野手，於1909年–1915年年間先後效力於紐約高地人隊及波士頓勇士隊。
1914年，施密特與其效力的勇士隊在兩個月內從墊底躍升至龍頭，成為第一支在4月到7月間墊底但卻能最終奪得龍頭錦旗的球隊。勇士隊隨後也在1914年世界大賽中擊敗康尼·梅克相當看好的費城運動家隊。
施密特四個球季中總共出賽了297場，留下2成72的打擊率（1075個打數292支安打）、得分119、4支全壘打、145分打點以及獲得81次保送。他生涯在一壘手的守備率是9成88。1914年世界大賽中，施密特17個打數5支安打，打擊率2成94，帶有兩分打點並得到兩分。

## 外部連結
- 球員資訊和成績在Baseball-Reference，Baseball-Reference (Minors)（英文）
- 在Find a Grave上的布奇·施密特